# Shinnok
Shinnok és un personatge a la sèrie de videojocs de lluita, Mortal Kombat. Shinnok és considerat l'ésser més dolent en l'univers de Mortal Kombat. Déu Major caigut, venjatiu i poderós, Shinnok va aparèixer en el Mortal Kombat 4, Mortal Kombat Gold i Mortal Kombat Mythologies: Sub-Zero com el cap principal. També serà un personatge jugable en el Mortal Kombat Armageddon.
A diferència de Shao Kahn, en Shinnok confia menys en la força bruta i el provocar por i més en poders màgics i artefactes antics. Ell és el cap del Netherealm, posseint a través de milions anys, coneixement i poder, inclosa la capacitat d'imitar a altres éssers perfectament.
Shinnok demanda als seus seguidors fe ferma i lleialtat i no vacil·larà a matar algú que dubti o ho desafiï. Com en Raiden, ell mai pot ser matat a causa del fet que ell és un déu i així, immortal. Si la seva forma mortal és destruïda, ell es reformarà, en general en el Netherrealm on ell va ser bandejat.